# Henriette Cartier
Henriette Cartier (Genève, 12 november 1902 - aldaar, 22 januari 1994) was een Zwitserse feministe.

## Biografie

### Afkomst en opleiding
Henriette Cartier was een dochter van Albert Cartier, die timmerman was, en van Lina Perret. Na haar schooltijd aan de handelsschool van Genève ging ze in 1922 aan de slag in de handel. Ze volgde lessen aan de Universiteit van Zürich en studeerde van 1947 tot 1949 aan de New York School of Social Work van de Columbia-universiteit in de Verenigde Staten.

### Carrière
Cartier was van 1949 tot 1969 verbonden aan de Bund Schweizerischer Frauenvereine (BSF/ASF) en was betrokken bij de Schweizerische Ausstellung für Frauenarbeit in 1958. Ze zetelde in diverse commissies van de BSF/ASF, alsook in diverse federale commissies. Ze was gespecialiseerd in de internationale relaties van de vrouwenbeweging. Ze was lid van de Zwitserse Vereniging voor de Verenigde Naties.
- Base de données des élites suisses: 56889
- Gemeinsame Normdatei: 1050110102
- Historisch woordenboek van Zwitserland: 031788
- Virtual International Authority File: 308194669